# Pôle (mathématiques)
Pour les articles homonymes, voir Pôle.
 (juin 2024).
Si vous disposez d'ouvrages ou d'articles de référence ou si vous connaissez des sites web de qualité traitant du thème abordé ici, merci de compléter l'article en donnant les références utiles à sa vérifiabilité et en les liant à la section « Notes et références ».

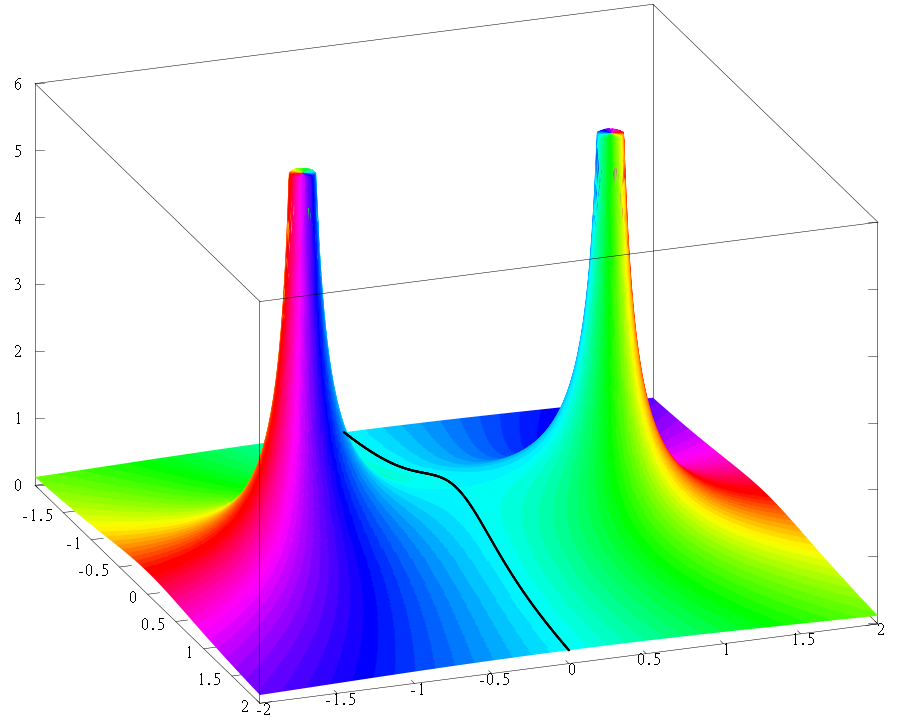
Représentation de la fonction avec deux pôles d'ordre 1, en z = et z = -.

En analyse complexe, un pôle d'une fonction holomorphe est un certain type de singularité isolée qui se comporte comme la singularité en z = 0 de la fonction {\displaystyle z\in \mathbb {C} ^{*}\mapsto z^{-n}\in \mathbb {C} }, où n est un entier naturel non nul.
Une fonction holomorphe n'ayant que des singularités isolées qui sont des pôles est appelée une fonction méromorphe.

## Définition et propriétés
Soient U un ouvert du plan complexe ℂ, a un élément de U et {\displaystyle f:U\setminus \{a\}\to \mathbb {C} } une fonction holomorphe. On dit que a est un pôle de f (ou que f admet un pôle en a) s'il existe une fonction g holomorphe sur un voisinage V ⊂ U de a telle que {\displaystyle g(a)\neq 0} et un entier n ≥ 1 tels que pour tout z dans V\{a} on ait
{\displaystyle f(z)={\frac {g(z)}{(z-a)^{n}}}}.
Une telle écriture est alors unique et l'entier n est appelé l'ordre du pôle. Un pôle d'ordre 1 est appelé parfois pôle simple.
Un pôle de f est un point en lequel |f| tend vers l'infini.
Le point a est un pôle de f si (et seulement si) au voisinage de a, f n'est pas bornée et 1/f est bornée.

## Exemples et contre-exemples
- La fonction

{\displaystyle f(z)={\frac {3}{z}}}
a un pôle d'ordre 1 (ou pôle simple) en {\displaystyle z=0}.
- La fonction

{\displaystyle f(z)={\frac {z+2}{(z-5)^{2}(z+7)^{3}}}}
a un pôle d'ordre 2 en {\displaystyle z=5} et un pôle d'ordre 3 en {\displaystyle z=-7}.
- La fonction

{\displaystyle f(z)={\frac {\sin z}{z^{3}}}}
a un pôle d'ordre 2 en {\displaystyle z=0}, car {\displaystyle \sin z} est équivalent à {\displaystyle z} au voisinage de {\displaystyle z=0} (cela se montre par exemple en utilisant la série de Taylor de la fonction sinus à l'origine).
- Contrairement aux apparences, la fonction

{\displaystyle f(z)={\frac {\sin z}{z}}}
n'admet pas un pôle en {\displaystyle z=0}, car en raison de l'équivalent évoqué à l'exemple précédent, {\displaystyle f(z)} est équivalent à 1 au voisinage de {\displaystyle z=0}. En particulier, {\displaystyle f} reste bornée au voisinage de l'origine, donc {\displaystyle z=0} n'est pas un pôle de {\displaystyle f}. On peut alors prolonger {\displaystyle f} en une fonction holomorphe sur {\displaystyle \mathbb {C} } tout entier. On dit que {\displaystyle z=0} est une singularité effaçable de {\displaystyle f}.
- La fonction

{\displaystyle f(z)=\exp \left({\frac {1}{z}}\right)}
n'admet pas un pôle en {\displaystyle z=0}. En effet {\displaystyle f} et {\displaystyle 1/f} sont toutes les deux non bornées au voisinage de {\displaystyle z=0}. On parle alors de singularité essentielle et non plus de pôle.